# 川尻恵太
川尻 恵太（かわじり けいた、1981年2月4日 - ）は、日本の脚本家、演出家、構成作家、俳優。
演劇ユニット「SUGARBOY」主宰。株式会社MASHIKAKU代表取締役。

## 来歴
北海道出身。北海道札幌稲西高等学校時代に同級生の氏次啓（ウジツグサトシ）とお笑いコンビ「1・2・DON」を結成、練習と発表の場を求めて演劇部に入る。高校演劇に物足らなさを感じていたときに、亀井健（現「劇団coyote」主宰）が脚本演出を担当する劇団ANDの舞台を見に行き、自由奔放な表現に衝撃を受ける。2000年、氏次や高校演劇の後輩たちとともに劇団ギャクギレを旗揚げ、演劇とお笑いの両輪で活動をする。「1・2・DON」はM-1グランプリ2003にアマチュアとして出場し、1回戦を突破している。
「1・2・DON」の人気が高まってきたためそちらに集中しようと思っていた時期に、札幌の劇場BLOCHのプロデュース劇団の座付き作家を依頼され、2004年に「苗穂聖ロイヤル歌劇団」を旗揚げする。ラーメンズの札幌公演を毎回手伝っていた縁から、小林賢太郎とバカリズムが札幌を拠点に開催した大喜利ライブ「大喜利猿」のお題作成を担当することになる。「ギャクギレを満席動員する」という目標を果たして2006年から上京、2008年に「SUGARBOY」を旗揚げ。「1・2・DON」は相方の氏次が喘息持ちで東京に住める身体ではなかったため解散。氏次はその後、札幌を拠点に役者として活動を続けている。
2010年に劇団ギャクギレを解散し、東京で演劇活動をするかたわら、ラーメンズや小林賢太郎の公演の演出補、エレキコミックやエレ片の構成作家を担当。とりわけTBSラジオ「エレ片のコント太郎」の放送作家として有名である。

## 人物・評価
- 好きな食べ物はチャーハンとカレー。
- NiziUファンクラブ会員。
- ラーメンズ・エレキコミックなど、業界内での評価は非常に高く、「天才」と呼ばれる。
- 『青春鉄道』『モブサイコ100』をはじめ、2.5次元舞台の演出・脚本も多く手がけており、「2.5次元舞台に笑いの新風を巻き起こした演出家のひとり」と評される[3]。

## 主な作品

### 劇団ギャクギレ
- 1st Style「秘伝～その心に残るもの～」（2000年5月）- 作・出演
- 2nd Style「ZERO」（2000年10月）- 作・演出・出演
- 演劇専用小劇場BLOCHこけら落とし特別公演ch.1 コントライブ「ギャクポンチ」（2001年5月）- 作・演出・出演
- 3rd Style「不治の奇病」（2001年9月）- 作・演出・出演
- ch.2 コントライブ「st.control」（2001年12月）- 作・演出・出演
- 4th Style「札幌DEADLINE」（2002年9月）- 作・演出・出演
- 5th Style「無重力Rhapsody」（2002年12月）- 作・演出・出演
- 6th Style「音楽」（2005年1月）- 作・演出・出演
- 7th Style「アニメ」（2006年2月）- 作・演出・出演
- 8th Style「無意識」（2008年7月）- 作
- 9th Style「Tango」（2009年9月）- 脚本参加
- 劇団ギャクギレ解散ライブ「ギャクギレ」（2011年2月）- 構成・演出・出演

### 苗穂聖ロイヤル歌劇団
- 第1回公演「すばらしい人生」（2004年6月）- 作・演出・出演
- 第2回公演「JAM」（2005年6月）- 作・演出・出演
- 第3回公演「ROMEO&JULIET」（2006年4月）- 作・演出
- 第4回公演「Clap Your Hands」（2006年9月）- 作
- 第5回公演「CHERRY」（2007年6月）- 作・演出
- 第6回公演「メロス」（2009年10月）- 作・演出・出演
- 第7回公演「夜明け前」（2010年8月）- 作・演出・出演
- 札幌演劇シーズン参加作品「夜明け前」（2014年8月）- 作・演出・出演

### SUGARBOY
- 1st.「maniacs」（2008年6月、アイピット目白）- 作・演出・出演
- 2nd.「Fruits」（2012年2月、小劇場 楽園）- 作・演出・出演
- 3rd.「タイプ」（2019年8月、赤坂RED/THEATER）- 作・演出・出演
- 4th.「ゴールドマウンテン」（2021年11〜12月、新宿シアタートップス）- 作・演出・出演
- 5th.「大迷惑」（2022年4月、本多劇場他）- 作・演出・出演
- 6th 「春醒」（2025年5月〜6月、OFF・OFFシアター） - 作・演出・出演[4]

### MASHIKAKU
- MASHIKAKU CONTE LIVE「ユニコーン」（2019年1月、博品館劇場）- 作・演出・出演[5]
- MASHIKAKU CONTE LIVE「リンドバーグ」（2020年1月、博品館劇場）- 作・演出・出演

### 外部公演
- 安田ユーシ・犬飼若博LIVE双六「ヨン!!」（2007年8月、駅前劇場）- 作・演出
- 「親族代表 THE LIVE（発電所）」（2008年2月、新宿THEATER/TOPS）- 脚本参加
- unit circa's「軽薄」（2008年4月、演劇専用小劇場BLOCH）- 作
- KAWAJIRI KEITA NO ACT LIVE「NO NAI」（2009年1月、演劇専用小劇場BLOCH）- 作・演出・出演
- 「双六ファイブ」（2009年8月、駅前劇場）- 作
- 親族代表 十周年記念LIVE「渋々」演出：福島充則（2009年12月、シアターモリエール他）- 脚本参加
- 紅薔薇うさぎ団 プロデュース公演vol.3「世界を終わりに近づける愛の魔法」（2010年1月、新宿Theater Brats）- 作・監修
- 時速246 vol.4「記憶メモリン」演出：御笠ノ忠次（2010年4月、赤坂RED/THEATER）- 脚本参加
- KAWAJIRI KEITA SOLO ACT LIVE 2nd〜NO NAI〜「INSTRUCTION」（2010年5月、演劇専用小劇場BLOCH）- 作・演出・出演
- パインソー2nd「ワタシの好きなぼうりょく」（2010年11月、演劇専用小劇場BLOCH）- 作
- 劇団なんでやねん「RING WANDERING」（2011年5月、SPACE107）- 作・演出
- パインソー3rd「かせつ×くつがえす試練、10と54乗」（2011年7月、演劇専用小劇場BLOCH）- 脚本参加
- 時速246億vol.05「グレイトフルデッド」演出：御笠ノ忠次（2011年7月 - 8月、赤坂RED/THEARTER他）- 脚本参加
- BLOCH presents 2011夏企画「ShapeShifter」（2011年8月、演劇専用小劇場BLOCH）- 作・演出
- 劇団なんでやねん第2回公演「ミッシングリンク」（2011年9月、シアターサンモール）- 作・演出
- パインソー4th「さいだいのしれん」（2011年11月、演劇専用小劇場BLOCH）- 作
- パインソー5th「フリッピング」（2012年5月 - 8月、演劇専用小劇場BLOCH）- 作
- 関口愛美 一人芝居公演第二弾「狙い」（2012年9月、シアターD）- 共同脚本・演出
- 久ヶ沢牛乳Presents「A HALF CENTURY BOY」演出：福島充則（2012年9月、本多劇場）- 脚本参加
- 時速246億 vol.06「リボン」演出：御笠ノ忠次（2012年10月 - 11月、赤坂RED/THEATER他）- 脚本参加
- おちゃめいつ café公演「独<どいつ>」（2012年12月、器とcafé ひねもすのたり）- 作・演出
- パインソー6th「とくべつ」（2013年3月 - 7月、演劇専用小劇場BLOCH）- 作
- 劇団なんでやねんっ！第4回公演「ちゃんちゃんちゃんこ鍋」（2013年5月、相鉄本多劇場）- 作・演出
- KAWAJIRI KEITA SOLO CONTE LIVE 〜NO NAI 3rd〜「ますをかく」（2013年6月、演劇専用小劇場BLOCH）- 作・演出・出演
- パインソー7th「extreme+logic(S)」（2013年10月、演劇専用小劇場BLOCH）- 作
- 時速246億 vol.B「theatrical」（2013年12月、赤坂RED/THEATER）- 作・演出
- おちゃめいつ2「PASS（ぱす）」（2014年6月、器とcafé ひねもすのたり）- 作・演出
- パインソー9th「DREAMON」（2014年6月 - 7月、演劇専用小劇場BLOCH）- 作
- プロペラ犬×時速246億 SPECIALコラボ公演「ハッピーセット」（2014年7月 - 8月、赤坂RED/THEATER）- 脚本参加・演出[6]
- 「MAHOUKA FES.2014 魔法科高校の劣等生 パシフィコ横浜編」（2014年10月、パシフィコ横浜）- 朗読劇作・演出
- パインソー10th「NamuH」（2015年3月、演劇専用小劇場BLOCH他）- 作
- 時速246億「春の桜まつり2015」（新宿村LIVE）- 構成・演出・出演
- NEXTAGE第3回公演「LaundryRoom No.5」（2015年5月、演劇専用小劇場BLOCH）- 作・演出
- 乃木坂46 舞台「じょしらく」（2015年6月、AiiA 2.5 Tokyo Theater）- 作・演出[7]
- 佐藤太一郎吉本新喜劇入団10周年記念公演「グッド・コマーシャル」作：西野亮廣（2015年7月、なんばグランド花月）- 演出
- パインソー11th「フリッピング」（2015年7月 - 8月、演劇専用小劇場BLOCH）- 作
- ダイノジ活動20周年記念公演「テイラー・バートン」作：西野亮廣（2015年8月、草月ホール）- 演出
- 「天元突破グレンラガン～炎撃編～其の弐、其の参」（2015年9月、シアター1010）- 作[8]
- ミュージカル「青春-AOHARU-鉄道」（2015年11月、全労済ホール／スペース・ゼロ）- 作・演出・作詞[9]
- おちゃめいつ3「こいのかしつ、、」（2015年12月、器とcafé ひねもすのたり）- 作・演出
- おん・すてーじ「真夜中の弥次さん喜多さん」（2016年1月、シアターGロッソ他）- 作・演出
- パインソー12th「miLE」（2016年1月 - 2月、演劇専用小劇場BLOCH他）- 作
- 鬼頭真也produce キトチョイvol.1 ロンリーキトチョイ「つもるはなし」（2016年2月、劇場MOMO）- 作・演出
- 劇団番町ボーイズ☆「空空漠漠明明白白」（2016年4月、ウッディシアター中目黒）- 作・演出
- 乃木坂46 舞台「じょしらく弐～時かけそば～」（2016年5月、AiiA 2.5 Tokyo Theater）- 作・演出・創作落語[10]
- co;dEBoo vol.1「れっとうのはて」（2016年6月、生活支援文化型施設コンカリーニョ）- 作・演出
- 第26回下北沢音楽祭《特別オープニング作品》「Friday the 13th 〜週末の13階段〜」（2016年6月 - 7月、小劇場 楽園）- 脚本参加・出演
- ベニバラ兎団 Produce Theater 9th Stage「圧倒的 DRAMATIC 少女」（2016年7月、シアター風姿花伝）- 作
- ダイノジ活動20周年記念公演「ピラミッドだぁ！」作：西野亮廣（2016年8月、草月ホール）- 演出・出演
- 宮下雄也誕生日公演「サーティワン」2日目「ゆうやけニャンニャン」（2016年9月、神保町花月）- 作・演出・出演
- AD-LIVE 2016（2016年9月 - 10月、オリンパスホール八王子他）- 演出
- ミュージカル「青春-AOHARU-鉄道2」〜信越地方よりアイを込めて〜（2016年11月、AiiA 2.5 Tokyo Theater他）- 作・演出・作詞
- 順風男女公演2016「キネマとコント」（OFF・OFFシアター他）- 脚本参加
- 「KOYAMA SONIC 2016」（2016年12月、新宿ゴールデン街劇場）- 脚本参加
- ベニバラ兎団Produce Theater 11th Stage「Buridan's ass 〜ビュリダンのロバ〜」（2017年1月、小劇場 楽園）- 作
- 札幌演劇シーズン2017-冬 NEXTAGE「LaundryRoom No.5」（2017年2月、北海道cube garden）- 作・演出
- ベニバラ兎団Produce Theater 12th Stage「アカシックレコードクラシック」（2017年2月 - 3月、サンモールスタジオ）- 作
- パインソー14th「そう しそう あい」（2017年3月、演劇専用小劇場BLOCH他）- 作
- TEEN×TEEN THEATER「初恋モンスター」（2017年3月、品川プリンスホテル クラブeX）- 作・演出
- ベニバラ兎団Produce Theater 13th Stage「優しい電子回路」（2017年4月、サンモールスタジオ）- 作
- ベニバラ兎団vol.21「破格ノ七人〜7/stupid〜」（2017年6月、小劇場B1）- 作
- おん・すてーじ「真夜中の弥次さん喜多さん」双（2017年6月、全労済ホール/スペース・ゼロ）- 作・演出
- ベニバラ兎団 Produce Theater 14th Stage「RINGWANDERING 〜another world〜」（2017年8月、シアター711）- 作
- ベニバラ兎団 Produce Theater 15th Stage「ROMEO and JULIET〜Reverse〜」（2017年8月、サンモールスタジオ）- 作
- 超！脱獄歌劇「ナンバカ」（2017年9月、Zeppブルーシアター六本木）- 作・演出
- 舞台「北斗の拳 -世紀末ザコ伝説-」演出：村井雄（2017年9月、シアターGロッソ）- 作[11]
- Solo×Solo「大人、あるいは大人になりきれない人のためのコント」（2017年9月、ステージカフェ下北沢亭）- 脚本参加・演出
- AD-LIVE 2017（2017年9月 - 10月、市川市文化会館他）- 演出
- ベニバラ兎団vol.22「ICE CREAM GOOD BYE」（2017年10月、新宿村LIVE）- 作
- 順風男女「7UP」「順風ジャンボ」（2017年10月、OFFOFFシアター）- 脚本参加
- 「ハンサム落語 第九幕」演出：なるせゆうせい（2017年10月、シアターサンモール）- 脚色
- エロマンガ先生「エロマンガFes」（2017年11月、舞浜アンフィシアター）- 朗読劇作・演出
- ベニバラ兎団 Produce Theater 16th Stage「鳴かない獣 -ナカナイケモノ-」（2017年12月、「劇」小劇場）- 作
- 舞台「モブサイコ100」（2018年1月、天王洲 銀河劇場）- 作・演出[12]
- あにてれ×=LOVE ステージプロジェクト「けものフレンズ」（2018年2月、AiiA 2.5 Tokyo Theater）- 作・演出
- 東京ハイビーム×ベニバラ兎団 Selection Theater「リリアン」（2018年2月 - 3月、四谷天窓+四谷天窓.comfort）- 脚本参加
- 髙木俊・寺山武志の「トビセカ!!〜チョチョチョチョレンジ〜」（2018年3月、品川プリンスホテル クラブeX）- 構成・演出
- ベニバラ兎団vol.23「ICE CREAM GOOD BYE 2」（2018年3月 - 4月、池袋シアターグリーン BIG TREE THEATER）- 作
- ブレンド・S「ブレンド・F(es)」（2018年5月、さいたま市文化センター 大ホール）- 朗読劇作・演出
- 劇団れなっち「ロミオ&ジュリエット」演出：堤幸彦（2018年5月、AiiA 2.5 Theater Tokyo）- 作
- ベニバラ兎団 Produce Theater 17th Stage「アカシックレコードクラシック」（2018年5月、劇場HOPE）- 作
- ミュージカル「青春-AOHARU-鉄道3」〜延伸するは我にあり〜（2018年5月、品川プリンスホテル クラブeX他）- 作・演出・作詞
- おん・すてーじ「真夜中の弥次さん喜多さん」三重（2018年6月、シアターGロッソ）- 作・演出
- ベニバラ兎団 Produce Theater 18th Stage「FRIDAY the 13th〜週末の13怪談〜」（2018年6月、劇場HOPE）- 脚本参加
- 順風女子コント公演「ビュッフェ」（2018年6月 - 7月、しもきた空間リバティ他）- 脚本参加
- ベニバラ兎団vol.24「破格ノ七人 II〜7/stupid〜」（2018年7月、テアトルBONBON）- 作
- 舞台「ひらがな男子」脚本：バカリズム（2018年7月、AiiA 2.5 Tokyo Theater）- 演出[13]
- Solo×Solo2「大人、あるいは大人になりきれない人のためのコント」（2018年9月、ステージカフェ下北沢亭）- 脚本参加・共同演出
- 舞台「モブサイコ100〜裏対裏〜」（2018年9月、天王洲 銀河劇場他）- 作・演出
- AD-LIVE 2018（2018年9月 - 11月、三郷市文化会館他）- 演出[14]
- 舞台「放課後の厨房男子」演出：小林顕作（2018年10月、博品館劇場）- 作
- 天才劇団バカバッカ 本公演vol.20「GOD'S AND DEATH」演出：木村昴（2018年10月 - 11月、ラゾーナ川崎プラザソル）- 作
- ベニバラ兎団プロデュース[4人芝居]「或る俳優の殺意」（2018年11月、東新宿アトリエファンファーレ）- 作
- 体内活劇「はたらく細胞」演出：きだつよし（2018年11月、シアター1010）- 作
- KOYAMA SONIC 2018「パラダイス銀河」（2018年12月、ウッディシアター中目黒）- 作・演出
- 舞台「からくりサーカス」演出：村井雄（2019年1月、新宿FACE）- 作
- 舞台「春の修学旅行・妖怪！百鬼夜高等学校〜一条通と付喪神〜」（2019年2月 - 3月、新宿FACE他）- 作・演出
- 浅草軽演劇集団・ウズイチ 第4回公演「シャフ〜えびす屋と浅草六芸神〜」（2019年3月 - 4月、浅草九劇）- 作・演出
- ベニバラ兎団vol.25「ICE CREAM GOOD BYE -完結編-」（2019年4月、新宿村LIVE）- 作
- BLOCH-REVIVE vol.3「アニメ」（2019年4月、演劇専用小劇場BLOCH）- 作
- 順風女子コント公演「オヤジギャル」（2019年4月、しもきた空間リバティ他）- 脚本参加
- ミュージカル「青春-AOHARU-鉄道」〜すべての路は所沢へ通ず〜（2019年5月、品川プリンスホテル クラブeX）- 作・演出・作詞
- Solo×Solo3「大人、あるいは大人になりきれない人のためのコント」（2019年6月、ステージカフェ下北沢亭）- 脚本参加・共同演出
- Reading Stage「百合と薔薇」演出：堤幸彦（2019年6月、品川プリンスホテル クラブeX）- 作[15]
- 舞台「脳漿炸裂ガール〜人間動物園〜」（2019年7月、六行会ホール）- 作
- 男劇団 青山表参道X 第2回公演「ENDLESS REPEATERS -エンドレスリピーターズ-」（2019年7月、品川プリンスホテル クラブeX）- 作・演出
- せたがやこどもプロジェクト2019《ステージ編》子どもとおとなのための◎読み聞かせ「お話の森」（2019年8月、シアタートラム）- 構成
- 体内活劇「はたらく細胞」II（2019年9月 - 10月、シアター1010）- 作・演出
- AD-LIVE ZERO（2019年9月、2020年1月、幕張国際研修センター他）- 演出
- ミュージカル「青春-AOHARU-鉄道」〜コンサート Rails Live 2019〜（2019年10月 - 11月、舞浜アンフィシアター他）- 作・演出・作詞
- ENBUゼミナール 演劇俳優コース スタジオ発表会「一生東京寝ないハニー」（2019年11月、ENBUゼミナールスタジオ）- 作・演出
- 舞台「放課後の厨房男子〜リターンマッチは恋の味 編〜」演出：小林顕作（2019年11月 - 12月、日経ホール他）- 作
- ミュージカル「刀剣乱舞」〜歌合 乱舞狂乱2019〜 演出：茅野イサム（2019年11月 - 2020年1月、長野ビッグハット他）- 脚本参加[16]
- 神保町花月12月公演「詠み人知らず」（2019年12月、神保町花月）- 作・演出[17]
- 朗読劇「おみくじ四兄弟 冬の探偵はローストビーフがお好き」（2019年12月、チームスマイル/豊洲PIT）- 作・演出
- ベニバラ兎団vol.26「追憶SUNSETLOOP」（2019年12月、中目黒キンケロシアター）- 脚本・脚本監修
- ベニバラ兎団 PRODUCE THEATER #21「ワタシの好きなぼうりょく」（2020年1月、四谷天窓）- 作
- 朗読劇「アフリカのサラリーマン」（2020年2月、山野ホール）- 作・演出[18]
- 本多劇場グループPRESENTS「DISTANCE」（2020年6月、本多劇場）- 企画・作・演出・出演[19]
- Online❤︎Reading「百合と薔薇」Vol.1（2020年6月、ABEMA）- 作
- 舞台「アイとアイザワ」（2020年7月、池袋シアターグリーン BIG TREE THEATER）- 作
- 本多劇場グループnext「DISTANCE -TOUR-」（2020年8月、本多劇場他）- 企画・作・演出・出演
- AD-LIVE 2020（2020年9月 - 11月、配信公演）- 演出
- せたがやこどもプロジェクト2020《ステージ編》子どもとおとなのための◎読み聞かせ「お話の森」（2020年10月、世田谷パブリックシアター）- 構成
- READING DRAMA「おみくじ四兄弟 秋の大冒険はフォーチュンクッキーとともに」（2020年10月、配信公演）- 作・演出
- 舞台「放課後の厨房男子〜まかない飯とShall we dance？ 篇〜」（2020年10月 - 11月、日経ホール他）- 作
- 舞台「左ききのエレン〜横浜のバスキア篇〜」（2020年11月、テアトルフォンテ）- 作
- ワーキング・ステージ「ビジネスライクプレイ」（2020年11月 - 12月、新宿FACE）- 作・演出
- 舞台「左ききのエレン〜バンクシーのゲーム篇〜」（2021年1月、六行会ホール）- 作
- パインソー null #00「何もないけど、蒼ざめる」（2021年2月、演劇専用小劇場BLOCH）- 脚本参加
- ミュージカル「青春-AOHARU-鉄道」4〜九州遠征異常あり〜（2021年2月、天王洲銀河劇場）- 作・演出・作詞
- 舞台「元号男子」（2021年3月、大手町三井ホール）- 作・総合演出
- 舞台「錦田警部はどろぼうがお好き」（2021年3月、品川プリンスホテル クラブeX）- 作・演出
- 舞台TWiN PARADOX「SONG STORY Vol.1」（2021年3月、中目黒キンケロシアター）- 脚本参加
- 劇団イナダ組「春の黙示録」（2021年4月、生活支援文化型施設コンカリーニョ）- 作
- VR専用演劇 VVVR第一弾「SPOOKY!!」（2021年4月、VR SQUARE）- 作・演出
- 舞台『脳漿炸裂ガール2 〜俗物奇行〜 Anarchy in the Journey』（2021年6月、六行会ホール）- 脚本
- 「天才てれびくん the STAGE 〜バック・トゥ・ザ・ジャングル〜」（2021年6月 - 7月、渋谷区文化総合センター大和田 さくらホール他）- 作
- KOYAMA SONIC 2021（2021年7月、シアター711）- 脚本参加
- ナポリの男たちch 特別回「舞台・ナポリの男たち」（2021年7月、ヒューリックホール東京）- 総合演出
- 舞台「モブサイコ100」〜激突！爪第7支部〜（2021年8月、ヒューリックホール東京）- 作・演出
- AD-LIVE 2021（2021年9月 - 10月、J:COMホール八王子他）- 演出
- ベニバラ兎団vol.27「STARGAZER」（2021年11月、六行会ホール）- 原案
- 舞台「BORN 2 DIE」（2021年11月 - 12月、よみうり大手町ホール他）- 脚本
- ≠ME ACT LIVE「おジャ魔女どれみドッカ〜ン！」（2022年5月、品川プリンスホテル ステラボール）- 脚本・総合演出[20]
- ミュージカル『青春-AOHARU-鉄道』～誰が為にのぞみは走る～（2022年8月、品川プリンスホテル ステラボール）- 脚本・演出・作詞[21]
- カリスマ de ステージ（2023年3月 - 4月、Mixalive TOKYO Theater Mixa）- 脚本・演出[22]
- ≒JOY☆FAIRY LIVE STAGE『ミルモでポン!』（2023年6月、品川プリンスホテル クラブeX）- 脚本・総合演出[23]
- ミュージカル『青春-AOHARU-鉄道』5～鉄路にラブソングを～（2023年6月 - 7月、天王洲 銀河劇場 / AiiA 2.5 Theater Kobe）- 脚本・演出・作詞[24]
- 舞台「アキバ冥途戦争 ～浪速喰い倒れ狂騒曲～」（2023年9月、博品館劇場）- 脚本・演出[25]
- ミュージカル『青春-AOHARU-鉄道』～地下の中心で愛をさけんだMétro～（2023年12月） - 脚本・演出・作詞[26]
- 『カリスマ de ステージ』～おかえり！カリスマハウス～（2024年6月 - 7月、品川プリンスホテル ステラボール） - 脚本・総合演出[27]
- コントステージ「ミットたうん」（2025年5月〈予定〉、CBGKシブゲキ!!） - 脚本[28]

### テレビドラマ
- ファ見る! 1周年「あゆみの事件簿～レジーナの森・湯けむり殺人ミステリー」（2008年、CS放送ファミリー劇場）- 脚本提供
- 「おんてぃーびー　真夜中の弥次さん喜多さん」（2016年、TOKYO MX）- 総合演出・脚本・主題歌作詞
- 「めがだん」（2017年、GYAO!）- 監督・脚本[29]
- 「妖怪！百鬼夜高等学校」（2018年、BS日テレ）- 脚本
- 「TOKYO COIN LAUNDRY」（2019年、GYAO!）- 脚本
- 「テレビ演劇 サクセス荘」（2019年-2020年、テレビ東京）- 監督・主題歌歌唱[30]
- 「パパ、はじめました」（2019年、BS日テレ）- 脚本（4話・7話・9話）
- 「テレビ演劇 サクセス荘２」（2020年、テレビ東京）- 監督・脚本
- 「テレビ演劇 サクセス荘３」（2021年、テレビ東京）- 監督・脚本
- 『3rooms』第3話「ソコからの脱却」（2021年、NHK札幌）- 脚本

### 映画
- 映画演劇サクセス荘 -侵略者Sと西荻窪の奇跡-（2021年）- 監督・脚本[31]

## 構成

### ライブ・イベント
- エレ片コントライブ（2007年〜現在）
- エレキコミック発表会（2009年〜現在）
- 前田健 単独Live vol.16「まえけん〜insideout〜」（2008年2月、俳優座劇場）
- 前田健 単独Live vol.17「まえけん〜Let me Dance〜」（2009年2月、俳優座劇場）
- 香栄 プレミアムコンサート Vol.4 「ラジオ ～この素晴らしき世界～」（2011年5月、大田区民ホール アプリコ 小ホール）
- きららファンタジア サマーフェスタ 2018（2018年、7月、文京シビックホール 大ホール）
- 占いフェス presents「Luck Out！」（2018年7月、ベルサール高田馬場）- 総合演出
- 第1回なまらぶ♡秋の大収穫祭（2019年9月、STVホール）
- アメリカザリガニ25周年企画〜バーチャル寄席〜（2019年11月、新宿角座）
- きららファンタジア 2nd Anniversary Fes.（2019年11月、山野ホール）
- 第2回なまらぶ♡冬の大収穫祭in東京・大手町（2019年2月、サンケイプラザ）
- 『ソマリと森の神様』新朗読劇（2020年11月、配信）- 演出
- 「魔法科高校の劣等生 戦慄の来訪者編」（2021年2月、TOKYO DOME CITY HALL）
- 『土岐隼一 Spacial Reading Live 2021-True Gazer-』（2021年6月、山野ホール）- 脚本・演出
- 『ACTORS☆LEAGUE 2021』（2021年7月、東京ドーム）- 総合演出
- 朗読劇『カラオケ行こ！』（2021年12月、ところざわサクラタウン）- 演出
- 『サンドリオン 聖☆ドリオンパーティ2021』（2021年12月、山野ホール）- 構成
- 「白井悠介ワンマンショー2022 SHIRAI KINGDOM」（2022年2月、ところざわサクラタウン）- 構成・演出
- 『サンドリオン FAN☆FUNみーてぃんぐっ！2022』（2022年3月、神田スクエアホール）- 構成

### テレビ
- シャキーン！（NHK Eテレ、2015年〜2018年）

### ラジオ

#### 現在放送中の番組
- 思春期が終わりません!!（超!A&G+）
- 楠木ともりのきららファンタジアラジオ（AbemaRADIO）

#### 終了した番組
- JUNKサタデーエレ片のコント太郎（TBSラジオ）
- 浅沼晋太郎・鷲崎健の「思春期が終わりません」（HiBiKi Radio Station、2014年6月〜2017年12月）
- ブレンド・Sラジオ「スティーレスタイル！」（音泉、2017年10月〜2018年4月）
- ブレンド・Sラジオ「スティーレ閉店中!!」（音泉、2017年10月〜2018年3月）
- なまらぶ♡（STVラジオ、2019年4月〜2022年3月）

### 配信番組
- ほのかと雫の魔法塾（YouTube、2014年4月〜10月）